# Zásobní rybník
Zásobní rybník je rákosem zarůstající rybník o rozloze vodní plochy zhruba 2,6 ha nalézající se asi 1,2 km severovýchodně od centra vesnice Bartoušov v okrese Jičín u silnice I. třídy č. 32 spojující Jičíněves s městečkem Kopidlno. Rybník je vybudován na říčce Mrlina. Rybník má zhruba obdélníkový tvar.
Pod hrází rybníka rybníka se nalézá několik menších sádkových rybníčků. V blízkosti rybníka prochází železniční trať Nymburk–Jičín se zastávkou Bartoušov.
Rybník byl vybudován po roce 1880, poněvadž není zachycen na mapách III. vojenského mapování. V roce 2019 je rákosem zarůstající rybník využíván pro chov rybí násady.

## Galerie

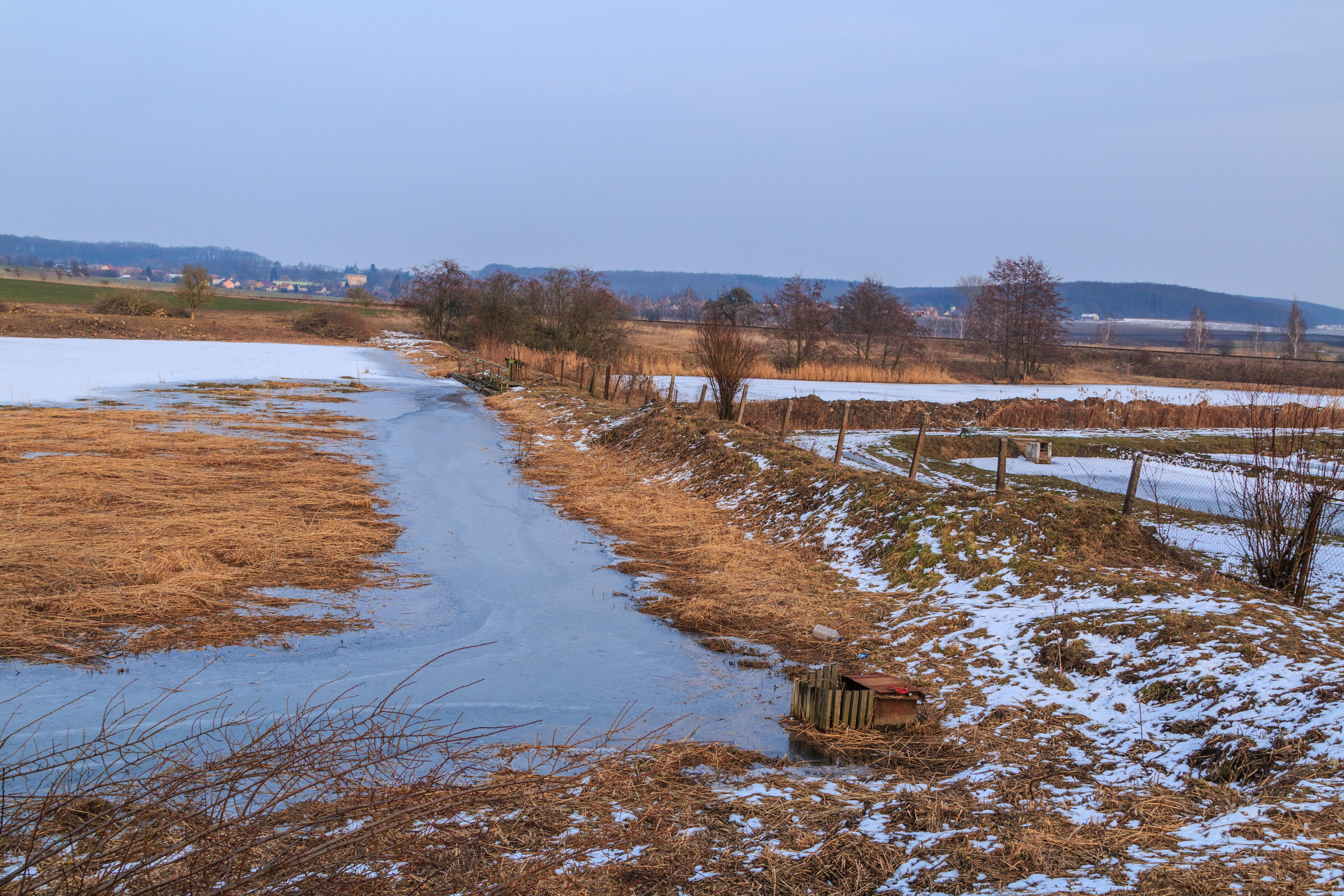
pohled na rákosem zarůstající Zásobní rybník
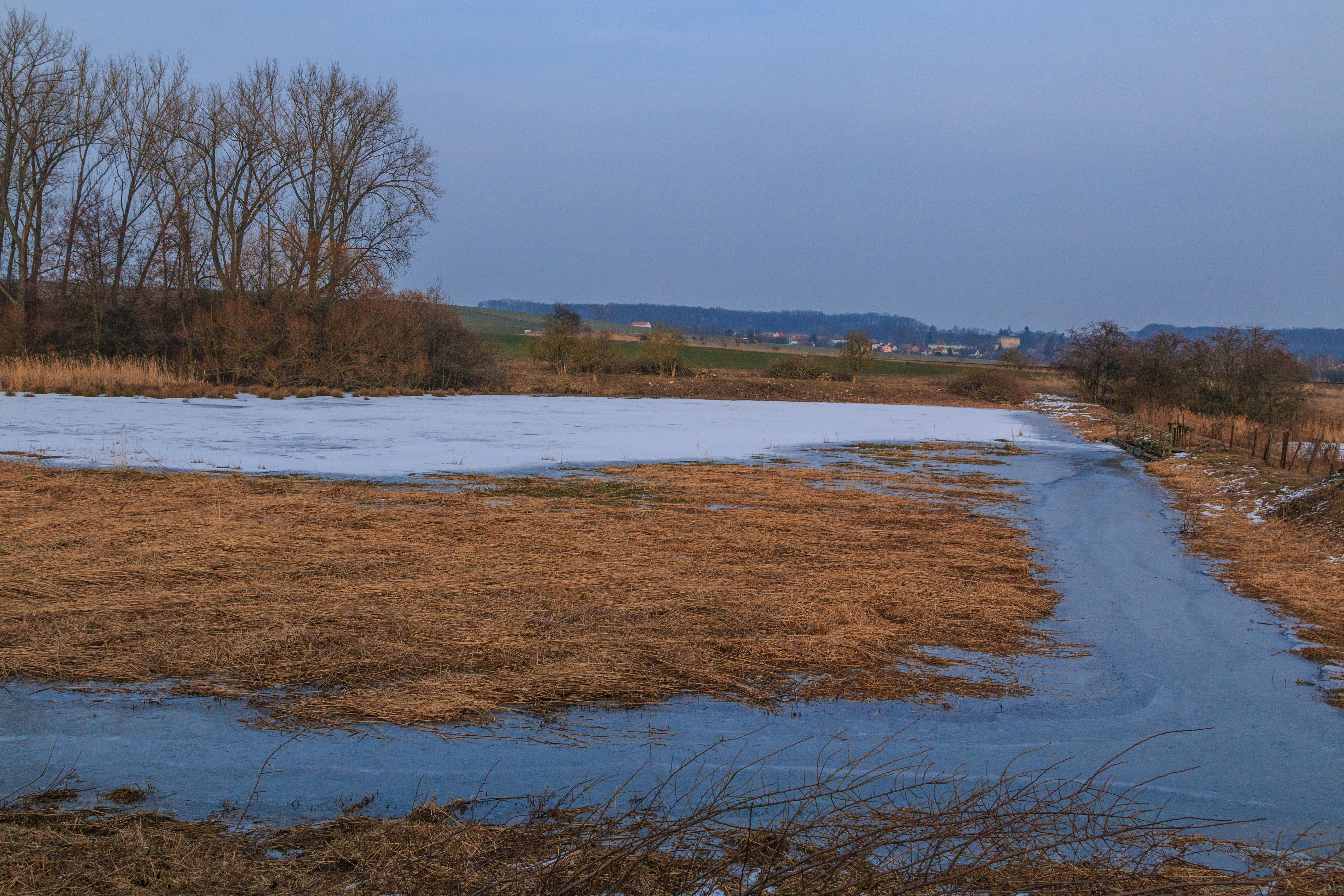
pohled na rákosem zarůstající Zásobní rybník
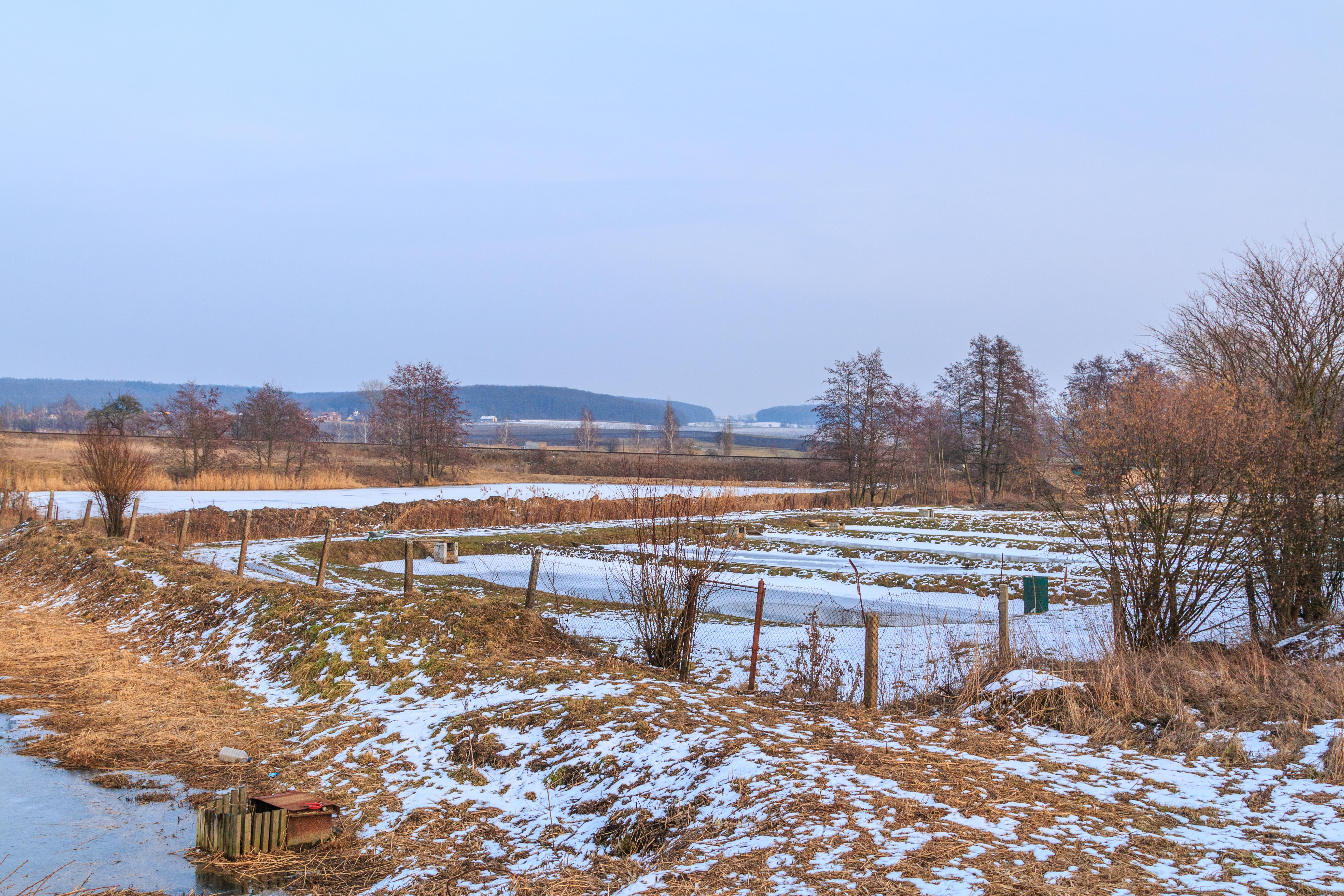
pohled na sádka pod Zásobním rybníkem